# Овери, Ричард
Ри́чард Джеймс О́вери (англ. Richard James Overy; род. 23 декабря 1947) — британский историк, специалист по военной истории.

## Биография
Окончил Кембриджский университет. В 1972—1979 годах преподавал там же, в 1980—2006 годах в лондонском Королевском колледже (с 1994 г. профессор), с 2006 года в Эксетерском университете. Член Королевского исторического общества (1977) и Британской академии (2000). В 2001 году Общество военной истории удостоило его Премии Сэмюэла Элиота Моррисона.
Овери — специалист, главным образом, по истории Третьего рейха и Второй мировой войны. Среди его книг — биография Германа Геринга (англ. Goering: The "Iron Man"; 1984, массовое издание 2000), исследования «Война в воздухе, 1939—1945» (англ. The Air War, 1939—1945; 1980, массовое издание 2005), «Истоки Второй мировой войны» (англ. The Origins of the Second World War; 1987, 2-е издание 1998), «Нацистское восстановление экономики, 1932—1938» (англ. The Nazi Economic Recovery, 1932—1938; 1982, 2-е издание 1996), «Война и экономика в Третьем рейхе» (англ. War and Economy in the Third Reich; 1994), «Почему союзники победили» (англ. Why the Allies Won; 1995) и др. В книге «Диктаторы: гитлеровская Германия и сталинская Россия» (англ. The Dictators: Hitler's Germany and Stalin's Russia; 2004) Овери даёт сопоставление Германии и СССР.
В 2007 году Овери составил для газеты «Таймс» список 50 наиболее важных событий мировой истории.